# Cantonul La Ferté-sous-Jouarre
Cantonul La Ferté-sous-Jouarre este un canton din arondismentul Meaux, departamentul Seine-et-Marne, regiunea Île-de-France, Franța.

## Comune
- Bassevelle, 354 locuitori
- Bussières, 425 locuitori
- Chamigny, 1 145 locuitori
- Changis-sur-Marne, 950 locuitori
- Citry, 682 locuitori
- La Ferté-sous-Jouarre, 8 584 locuitori (reședință)
- Jouarre, 3 415 locuitori
- Luzancy, 809 locuitori
- Méry-sur-Marne, 483 locuitori
- Nanteuil-sur-Marne, 458 locuitori
- Pierre-Levée, 354 locuitori
- Reuil-en-Brie, 819 locuitori
- Saâcy-sur-Marne, 1 658 locuitori
- Saint-Jean-les-Deux-Jumeaux, 1 227 locuitori
- Sainte-Aulde, 516 locuitori
- Sammeron, 956 locuitori
- Sept-Sorts, 394 locuitori
- Signy-Signets, 564 locuitori
- Ussy-sur-Marne, 841 locuitori